# 延縄

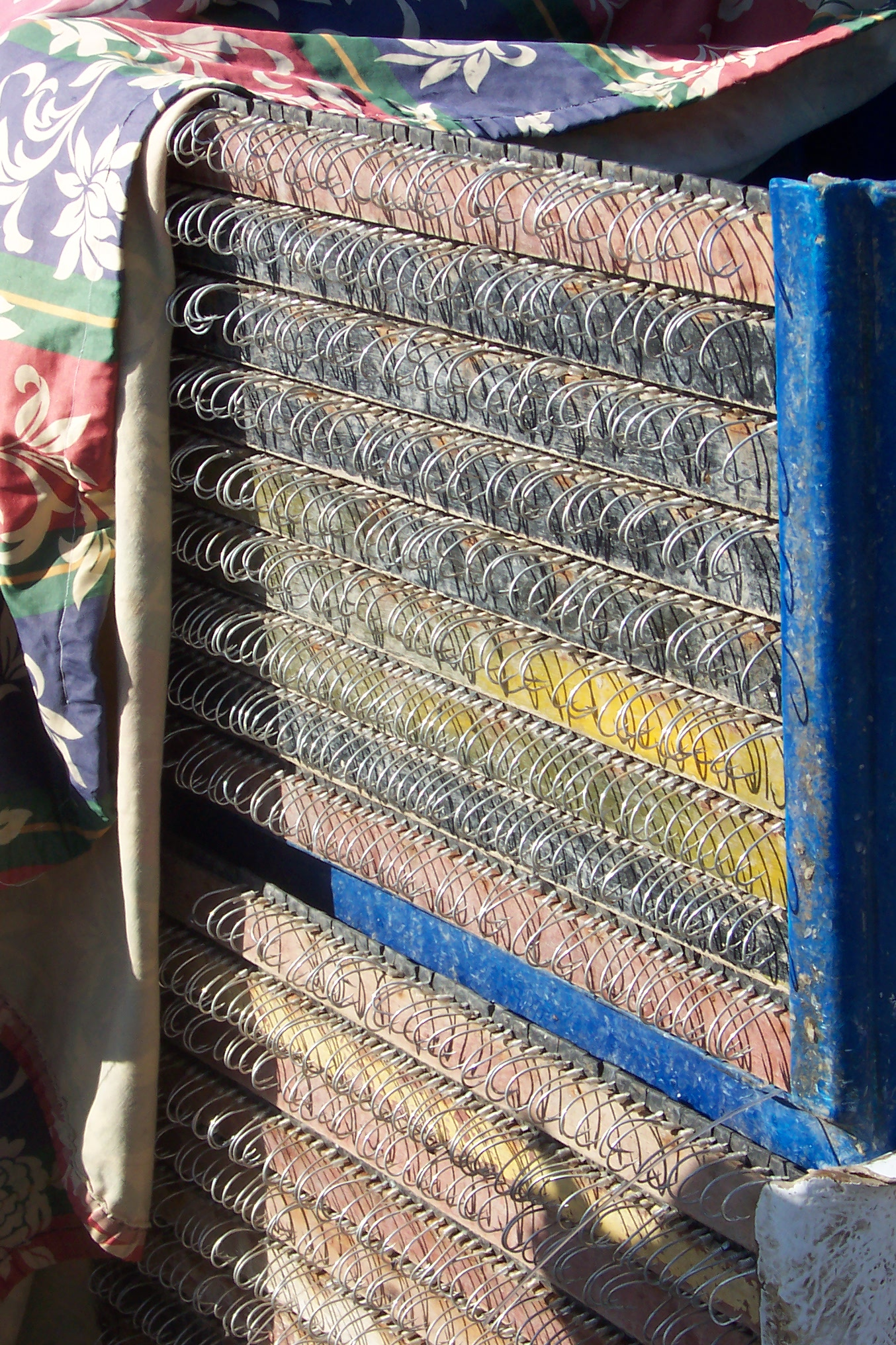
多数の延縄用針が整頓してある様子。（スペイン、リャンサの漁港にて）

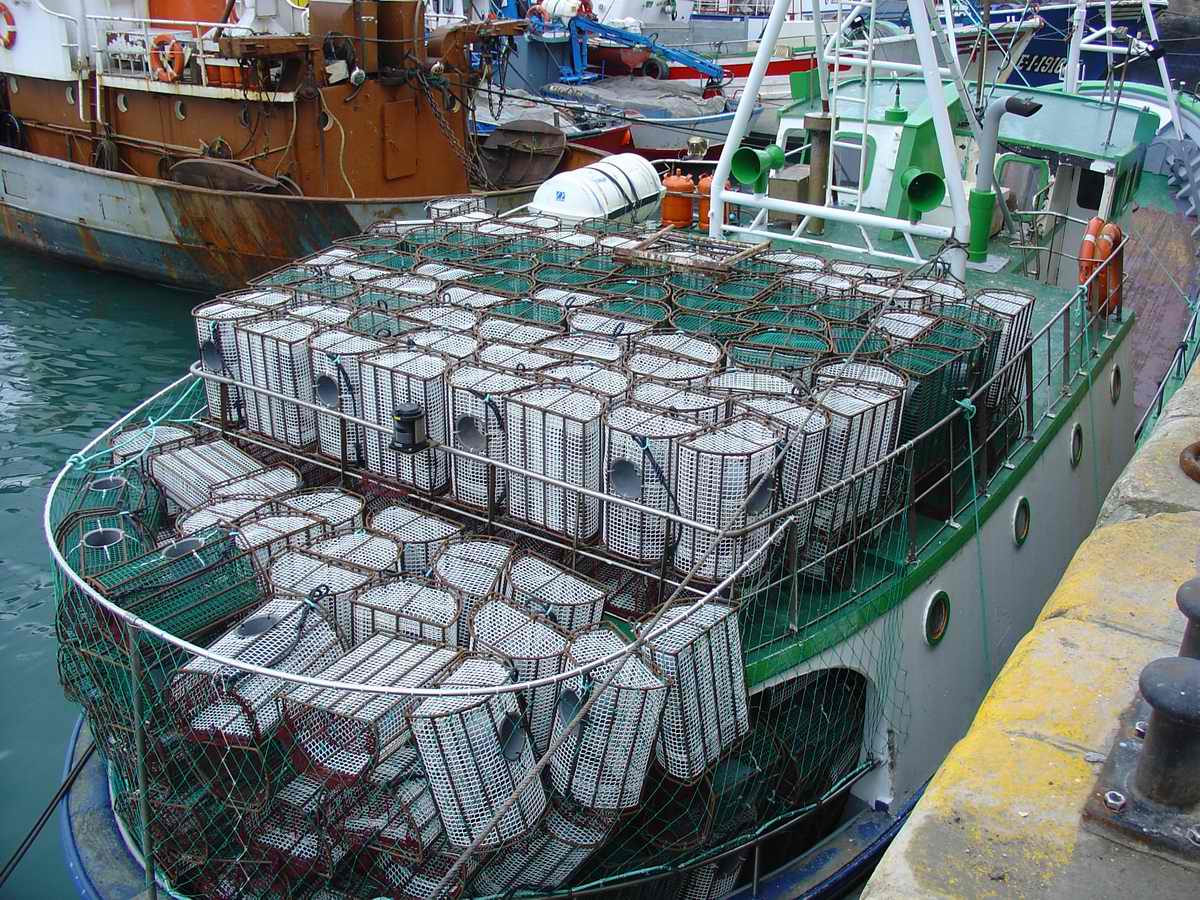
延縄の漁具を積載した漁船。（スペイン、ビベイロにて）

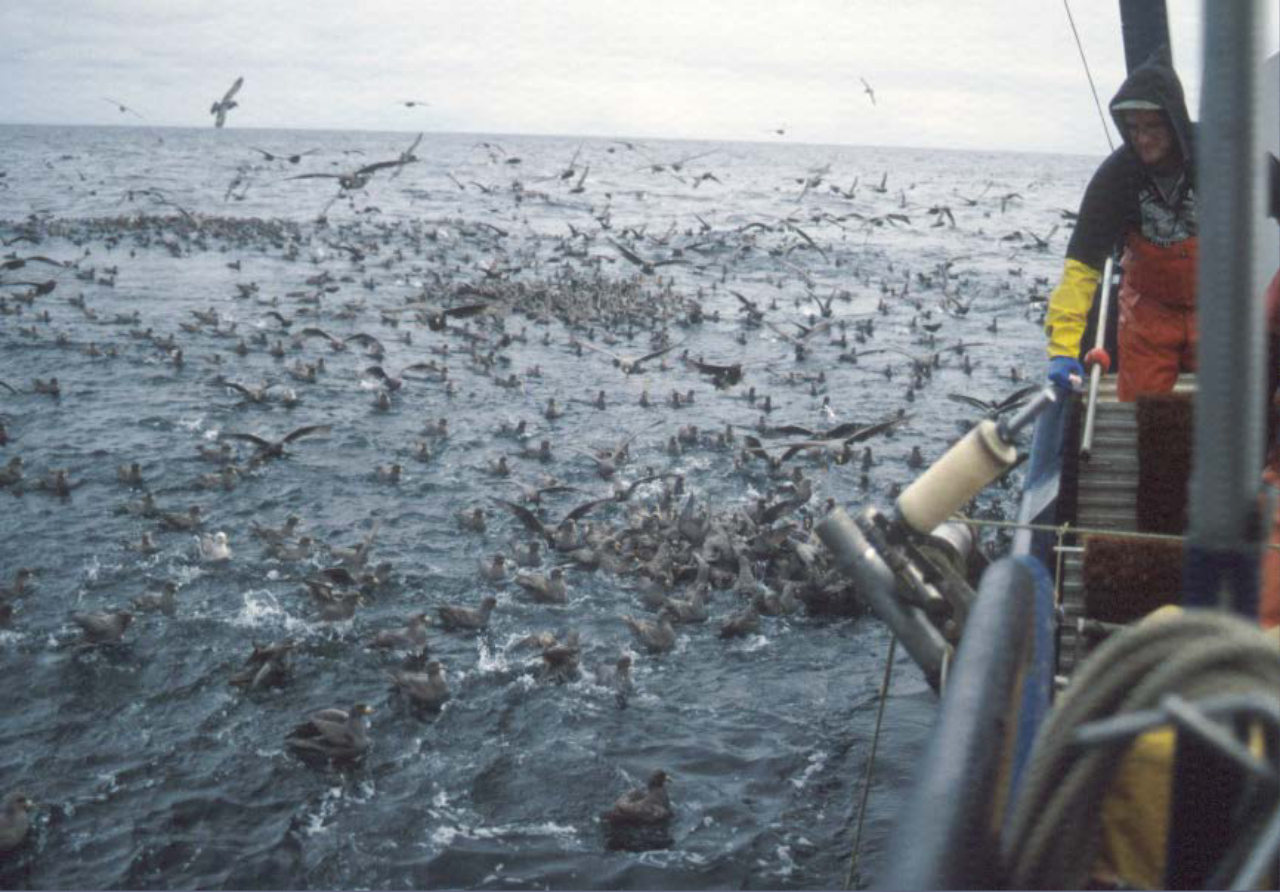
延縄漁をしている漁船のまわりに集まってきた海鳥の群れ

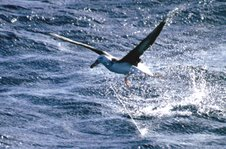
延縄の針にひっかかってしまったアホウドリ

延縄（はえなわ）は、漁業に使われる漁具の一種。1本の幹縄に多数の枝縄（これを延縄と呼ぶ）をつけ、枝縄の先端に釣り針をつけた構成となっている。また延縄を用いた漁法を「延縄漁」と呼ぶ。
延縄漁は古くから用いられた漁法で、延縄を漁場に仕掛けた後、しばらく放置して再び延縄を回収して収獲を得る。網を使った漁法に比べて、時間が掛かり漁師の作業量が多く効率の点で劣る。狙った魚だけを獲得するのが比較的可能であるため漁業資源に対して優しい漁法だという利点を主張する声がある一方で、ウミガメや海鳥が針にかかり死亡するケースが多いためにこの漁法を問題視する声もある。

## 延縄の構造と種類
延縄の構造は、幹縄（みきなわ）にのれんのように、枝縄（えだなわ）を何本も一定間隔にたらすようになっている。枝縄の先には釣り針、または疑似餌がつく。また、幹縄を支えるための浮きを取り付ける浮き縄もある。
幹縄の長さは数10mから数1000m、マグロ延縄などでは10kmから100kmを超えるものもある。延縄を扱いやすくするため、幹縄は比較的短く分割できるようになっている。この分割単位のことを「鉢」とよぶ。鉢は、延縄を巻き取り保管するための鉢から語源がきている。
延縄の仕掛けを設置することを「投縄（なげなわ）」、回収することを「揚縄（あげなわ）」と呼ぶ。現在ではほぼ機械により、枝縄の取り付け、捕獲した魚の回収なども自動化されている。
延縄は、さらに延縄の張る深さによって、浮延縄と底延縄の2つに分けることができる。

### 浮延縄
延縄を水面近くに張り、水面近くを回遊する大型魚を狙う方法である。主にマグロやサケ、マスなどを漁の対象としており、マグロ延縄はこれにあたる。

### 底延縄
底延縄は、延縄の一鉢間隔に沈子とよばれる重りをつけて、底近くに延縄を張り、底付近に生息している魚を狙う方法である。主にタラやカレイ・ヒラメ、タイなどを狙う仕掛けである。

## 日本の延縄漁
日本での延縄漁の起源ははっきりしていないが、古くから行われており、『古事記』や『古今集』にもその記載がある。古くは、千尋縄ともよばれた。しかし、室町時代以降は、漁網が発達し、小型魚に対する底延縄による漁は次第に衰退し、マグロなどの大型魚を狙う漁を除いては、網を張ることが難しい岩礁帯で使われることに限られていた。
しかし、網による漁はその効率良さや、狙った魚以外も引き上げてしまうため、漁業資源の枯渇が問題となっている。スケソウダラなどでは延縄による漁に限るなど、延縄漁法への見直しが行われてもいる。

### マグロ延縄漁
マグロ延縄漁は、江戸時代の18世紀中ごろに紀伊半島から房総半島の南端に移り住んだ漁民たちの手により、現在の館山市にあたる布良港で始まったといわれている。布良には記念碑も建立している。
延縄によるマグロ漁は日本各地に広まり、最も有力な漁法となっている。太平洋戦争後は、日本近海のマグロ漁獲高の減少がすすみ、またマグロ需要の増加を受けて、日本の延縄船がインド洋、オーストラリア南方から大西洋まで進出した。欧米各国はマグロの激減を延縄漁に原因を求めており、マグロ漁の全世界的な禁止を提案している。

### 蛸箱延縄漁
タコは岩礁などの狭い場所を好むが、この性質を利用して蛸壺や蛸箱を使った漁は日本各地にみることができる。新潟県では、この蛸箱を延縄の枝縄の先に数十個とりつけた蛸箱延縄をつかって主にミズダコの漁が行われている。

## 世界の延縄漁

### アメリカのカニ延縄
アメリカのチェサピーク湾はカニ漁が盛んであるが、そこではトロットライン（trotline）と呼ばれるが、枝縄の先に針ではなく餌をつけてカニを捕る漁法である。

### 東ヨーロッパのチョウザメ延縄
カスピ海や黒海では、短い間隔の餌をつけない延縄をつかって、通過するチョウザメを引っ掛ける方法で漁を行う。一時期は、同地域で広く行われていたがチョウザメの激減の原因とされ、現在では、このような漁法はほぼ禁止状態である。